# Sir Galahad (Schiff, 1966)
| Die RFA Sir Galahad im Mai 1982 |                                                                         |
|                                 |                                                                         |
| Geschichte                      |                                                                         |
| In Auftrag gegeben:             | April 1964                                                              |
| Kiellegung:                     | 22. Februar 1965                                                        |
| Stapellauf:                     | 19. April 1966                                                          |
| Indienststellung:               | 17. Dezember 1966                                                       |
| Außerdienststellung:            | 25. Juni 1982                                                           |
| Schicksal                       | Versenkt                                                                |
| Heimathafen:                    | Marchwood, (Hampshire)                                                  |
| Daten                           |                                                                         |
| Verdrängung:                    | 5675 tons                                                               |
| Länge:                          | 125,1 m                                                                 |
| Breite:                         | 19,6 m                                                                  |
| Tiefgang:                       | 4,3 m                                                                   |
| Antrieb:                        | 2× Mirrlees ALSSDM10 Dieselmotoren, insgesamt 9.530 PS (7.010 kW)       |
| Höchstgeschwindigkeit:          | 17 Knoten                                                               |
| Reichweite:                     | 9000 Meilen bei 15 Knoten                                               |
| Besatzung:                      | 68 + 340 Soldaten (für längere Zeit) 68 + 600 Soldaten (für kurze Zeit) |
| Bewaffnung:                     | Zwei 40-mm-Bofors-Geschütze                                             |
| Hubschrauber:                   | 1 Sea King oder Sea Lynx                                                |

Die Sir Galahad (L3005) von 1966 war ein Landungsschiff und gehörte als Teil der Royal Fleet Auxiliary zur Royal Navy. Benannt wurde sie nach dem Ritter Galahad, einem Mitglied der Tafelrunde in der Artussage. Diese erste Sir Galahad mit der Schiffskennung L3005 wurde 1982 während des Falklandkrieges versenkt und 1987 durch den Neubau Sir Galahad mit identischem Namen und gleicher Kennnummer ersetzt.

## Design und Konstruktion
Die Sir Galahad war ein 3.270 t großes Landungsschiff. Das Schiff konnte etwa 340 Soldaten für einen längeren oder fast 600 für einen kürzeren Zeitraum transportieren. Außerdem konnten 16 Kampfpanzer, 34 weitere Fahrzeuge, 120 t Treibstoffe sowie 30 t Munition transportiert werden. Auf dem Hauptdeck befanden sich drei Krane, um eine Entladung auch ohne Hafeninfrastruktur zu ermöglichen.

## Geschichte

### Vor dem Falklandkrieg
Die Sir Galahad wurde als zweites Schiff mit diesem Namen am 17. Dezember 1966 als eines von sechs logistischen Landungsschiffen (LSL) der Round-Table-Klasse (dt. Tafelrunde-Klasse) bei der Royal Navy in Dienst gestellt. Das erste Schiff mit dem Namen Sir Galahad war ein Trawler der Royal Navy mit der Nummer T226, der im Zweiten Weltkrieg als Minensucher eingesetzt wurde.
1970 wurden alle Landungsschiffe der Royal Fleet Auxiliary unterstellt. Gemeinsam mit der Sir Tristram wurde sie zu dieser Zeit im Pazifik und im Indischen Ozean eingesetzt. Der erste Kriseneinsatz führte das Schiff im November und Dezember 1970 an die Küste Ostpakistans, wo sie nach einem schweren Zyklon Katastrophenhilfe leistete. Mitte der 1970er-Jahre wurde das Schiff der Home Fleet zugeordnet und in Devonport stationiert.

### Falklandkrieg
Von dort brach sie am 6. April 1982 in Richtung der Falklandinseln auf, die von Argentinien besetzt worden waren. Gemeinsam mit ihren Schwesterschiffen Sir Tristram und Sir Bedivere war sie dort am 21. Mai an den Landeoperationen in der San-Carlos-Bucht beteiligt (→ Falklandkrieg). Dort wurde sie am 24. Mai bei einem argentinischen Luftangriff von einer 1.000-Pfund-Bombe getroffen, die jedoch nicht explodierte und entschärft werden konnte.
In der Nacht zum 8. Juni sollte die Sir Galahad Nachschub und Truppen von der britischen Hauptlandungsstelle in der San-Carlos-Bucht im Nordwesten von Ostfalkland zur vorgeschobenen Versorgungsbasis der 5. Brigade in Fitzroy bringen (im Südwesten von Ostfalkland). An Bord waren zwei Kompanien der Welsh Guards, ein Feldlazarett und ein Drittel einer „Rapier“-Flugabwehrraketen-Batterie. Durch eine ganze Reihe von Verzögerungen erreichte das Schiff erst kurz vor 9:30 Uhr (Ortszeit) Fitzroy und ankerte an einer exponierten Stelle in der Bucht Port Pleasant. Da es in der Bucht keine Hafenanlagen gab, musste alles mit Hilfe von Landungsbooten oder mit Mexeflotes (motorisierte Pontons) an Land gebracht werden. Dort wurden zur Sicherung der Bucht zuerst die Flugabwehrraketen mit Hubschraubern entladen und zu ihren neuen Stellungen um den Hafen geflogen, anschließend wurden das Feldlazarett und die Munition entladen. Schon kurz nach der Ankunft des Schiffes wiesen Marineoffiziere die sich unter dem Deck drängenden Gardesoldaten auf die drohende Luftgefahr durch argentinische Flugzeuge hin und forderten sie auf, das Schiff sofort zu verlassen. Trotzdem blieben diese mit der Begründung an Bord, sie hätten nicht nach Fitzroy, sondern nach Bluff Cove gebracht zu werden und sie wollten sich auch nicht von ihrem Gepäck und ihrer gesamten Ausrüstung trennen. Als ein Stabsoffizier der 5. Brigade schließlich anordnete, die beiden Gardekompanien hätten an Land zu warten, um nach Entladung des Schiffes mit einem Landungsboot nach Bluff Cove gebracht zu werden, widerrief der kommandierende Offizier des Feldlazaretts (ein Oberstleutnant und damit zufällig der ranghöchste Armeeoffizier an Bord) diesen Befehl und bestand darauf, dass die Ausladung des Feldlazaretts Priorität habe.
Argentinische Beobachtungsposten auf den Hügeln nördlich der Bucht lösten den letzten großen argentinischen Luftangriff des Krieges aus. Dabei flogen fünf Douglas A-4 „Skyhawks“ nach Fitzroy, wo sie kurz nach 15 Uhr (Ortszeit) die nur wenig geschützten Schiffe im Hafen bombardierten. Zwei der abgeworfenen Bomben trafen Sir Tristram, zündeten jedoch nicht, während drei Bomben die noch immer vollbesetzte Sir Galahad trafen und zündeten. Durch die Explosionen und die sich rasch ausbreitenden Flammen starben auf der Sir Galahad 47 Männer (davon alleine 39 Mann der Welsh Guards) und zwei weitere Männer wurden auf der Sir Tristram getötet. Bei dem Angriff wurden noch weitere 115 Männer verletzt (75 davon nur leicht). Dies war der größte Einzelverlust der britischen Streitkräfte während des Falklandkrieges.
Anders als bei ihrem Schwesterschiff Sir Tristram, das bei dem Angriff ebenfalls beschädigt wurde, entschied die Royal Navy, das Schiff nicht reparieren zu lassen, da sie die Schäden für zu gravierend hielt. Am 25. Juni 1982 wurde die ausgebrannte, aber noch schwimmfähige Sir Galahad auf die offene See geschleppt und dort durch das diesel-elektrische U-Boot Onyx versenkt (51° 50′ S, 58° 13′ W). Sie ist heute eine offizielle Kriegsgräberstätte.

## Gedenken
In Fitzroy wurde ein Gedenkstein für die gefallenen Soldaten der Sir Galahad und der Sir Tristram errichtet. Am 8. Juni 2007 wurde von Veteranen der Welsh Guards des Falklandkriegs eine Gedenkveranstaltung an die Sir Galahad abgehalten.